# Castello di Gassantoda
Il castello di Gassantoda (月山富田城?, Gassan toda-jō) fu un castello di montagna, o yamashiro, situato a Yasugi, nella Prefettura di Shimane in Giappone.

## Storia

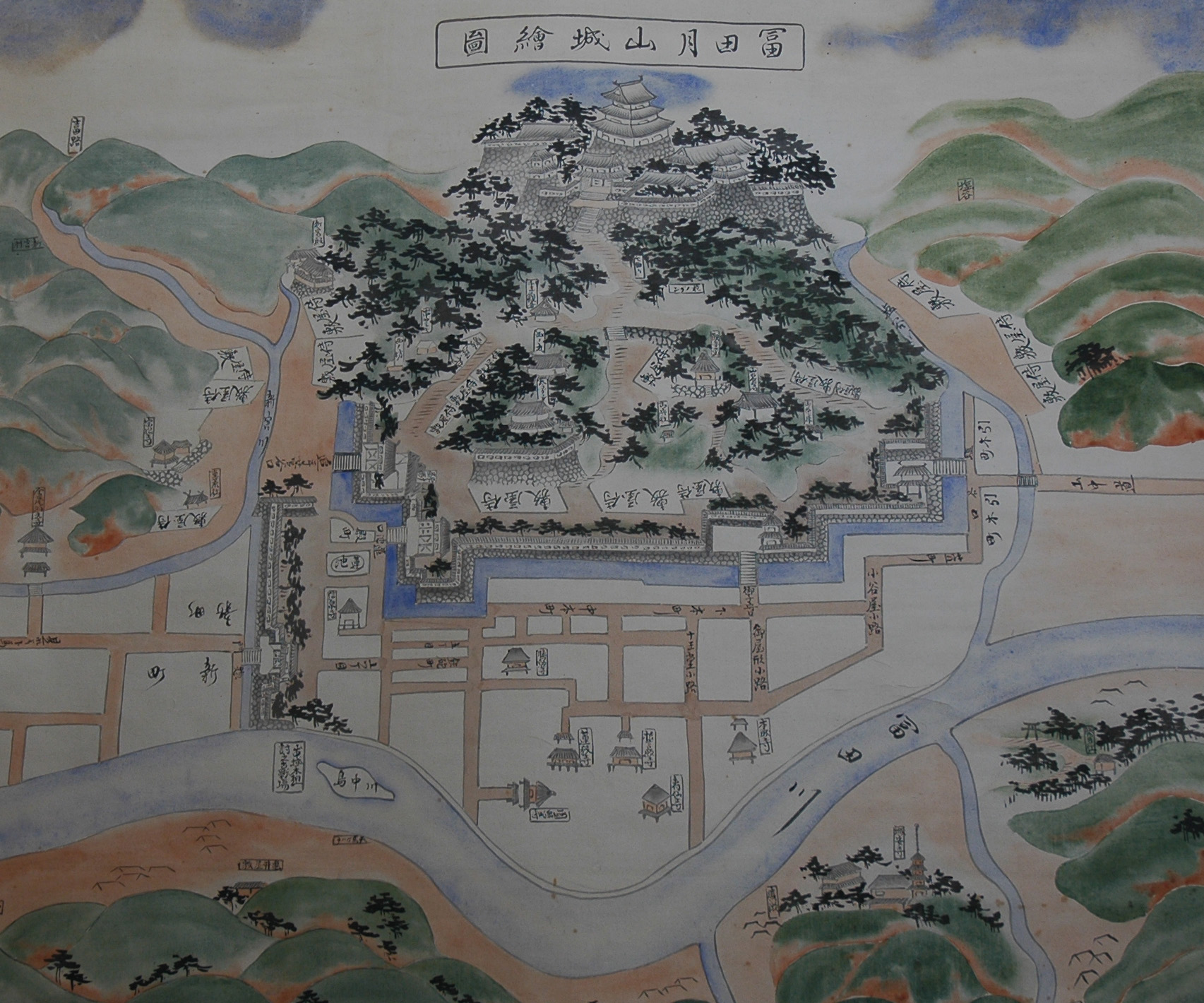
Mappa del castello

Il castello di Gassantoda è considerato tra i cinque più grandi castelli di montagna del Giappone, insieme al castello di Kasugayama, al castello di Nanao, al castello di Kannonji e al castello di Odani. Oggi fa parte delle rovine storiche del Giappone designate a livello nazionale.
Dal 1396 al 1566 fu la sede del potente clan Amago e considerato il castello più inespugnabile del Giappone. Nel 1566, dopo diversi assalti falliti e un prolungato assedio, cadde nelle mani di Mōri Motonari. La sconfitta segnò la fine del clan Amago come forza nella regione e confermò l'ascesa di Motonari alla posizione di signore della guerra più potente del Giappone occidentale.

## Galleria d'immagini

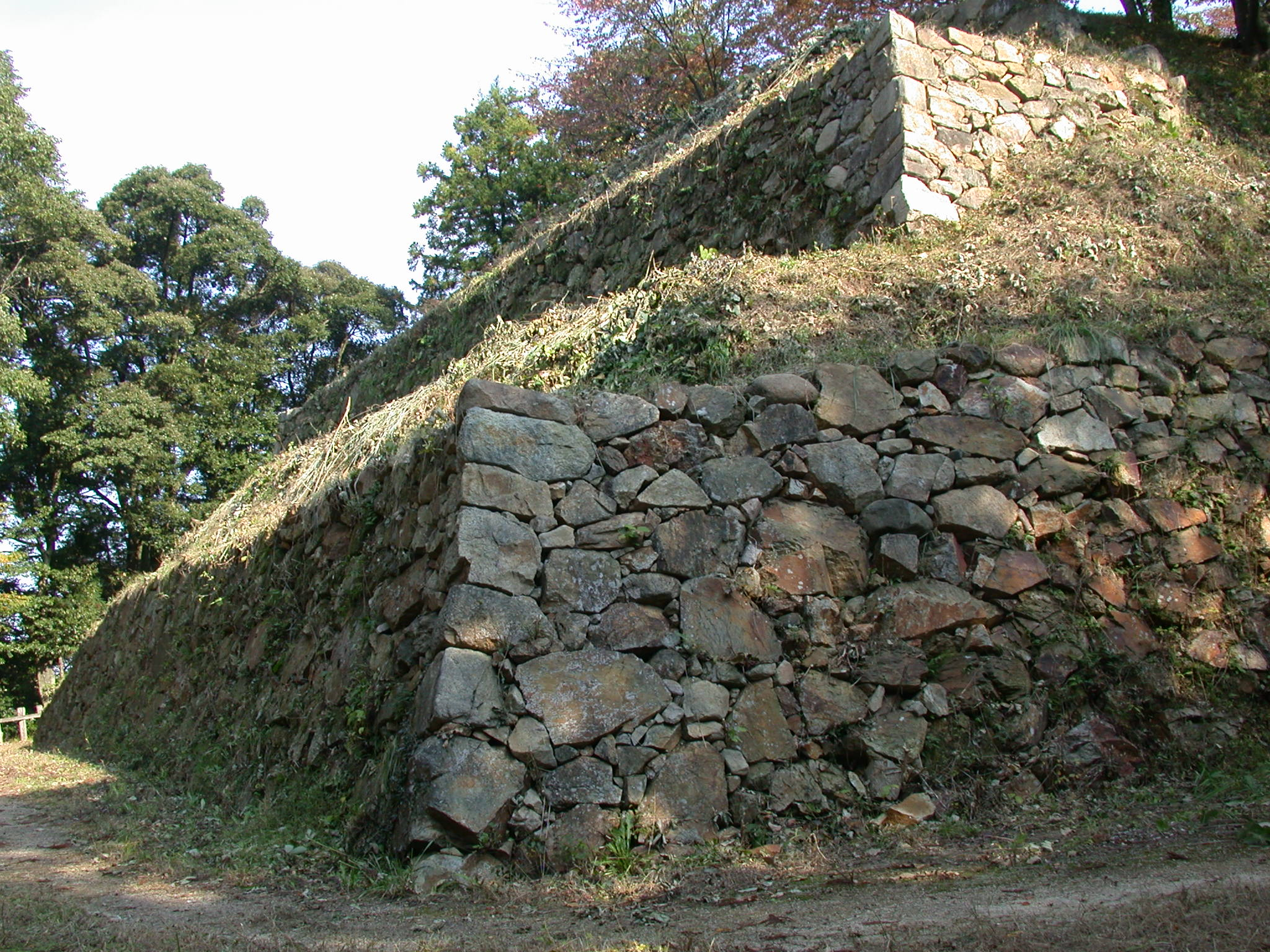
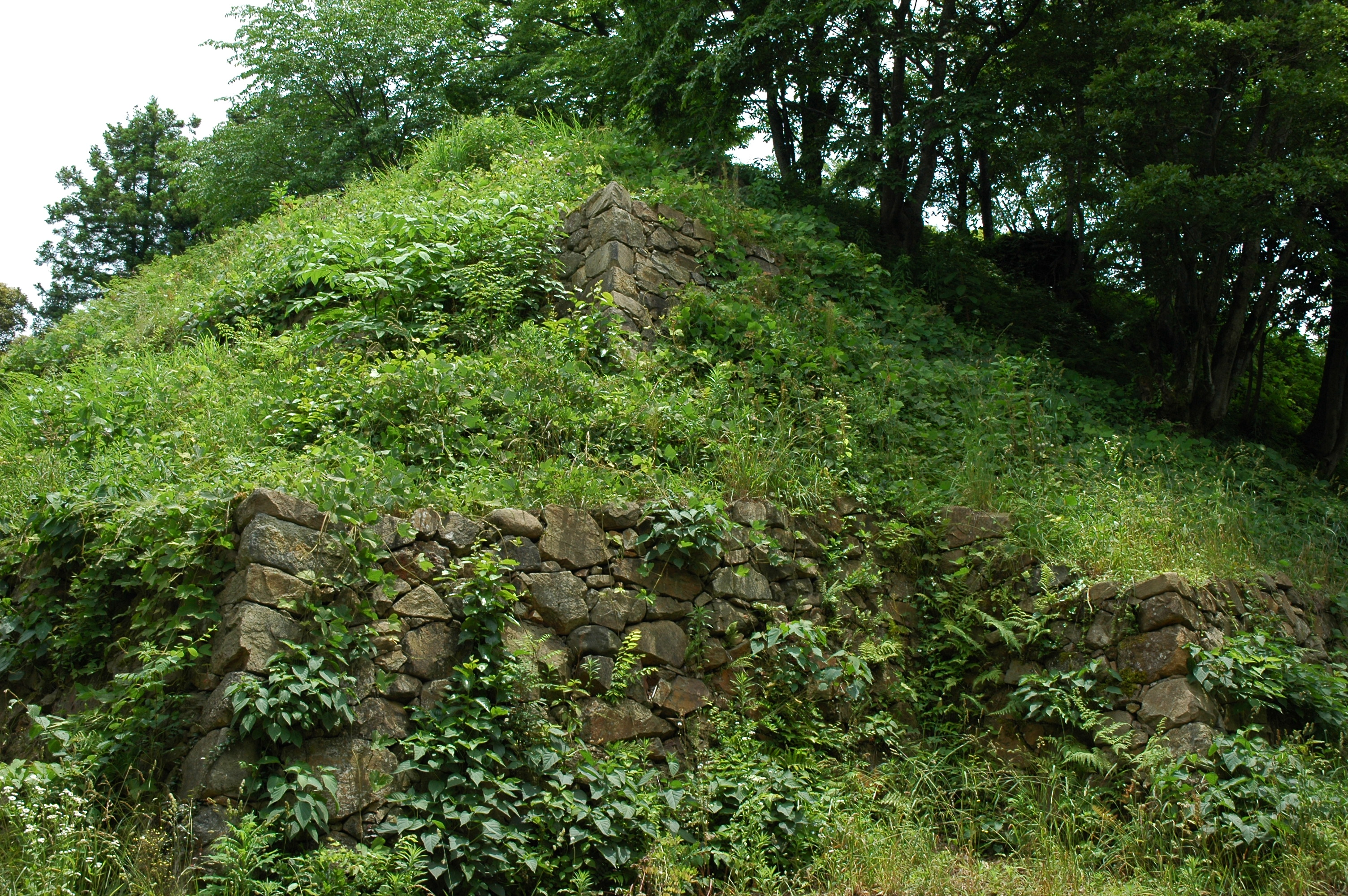
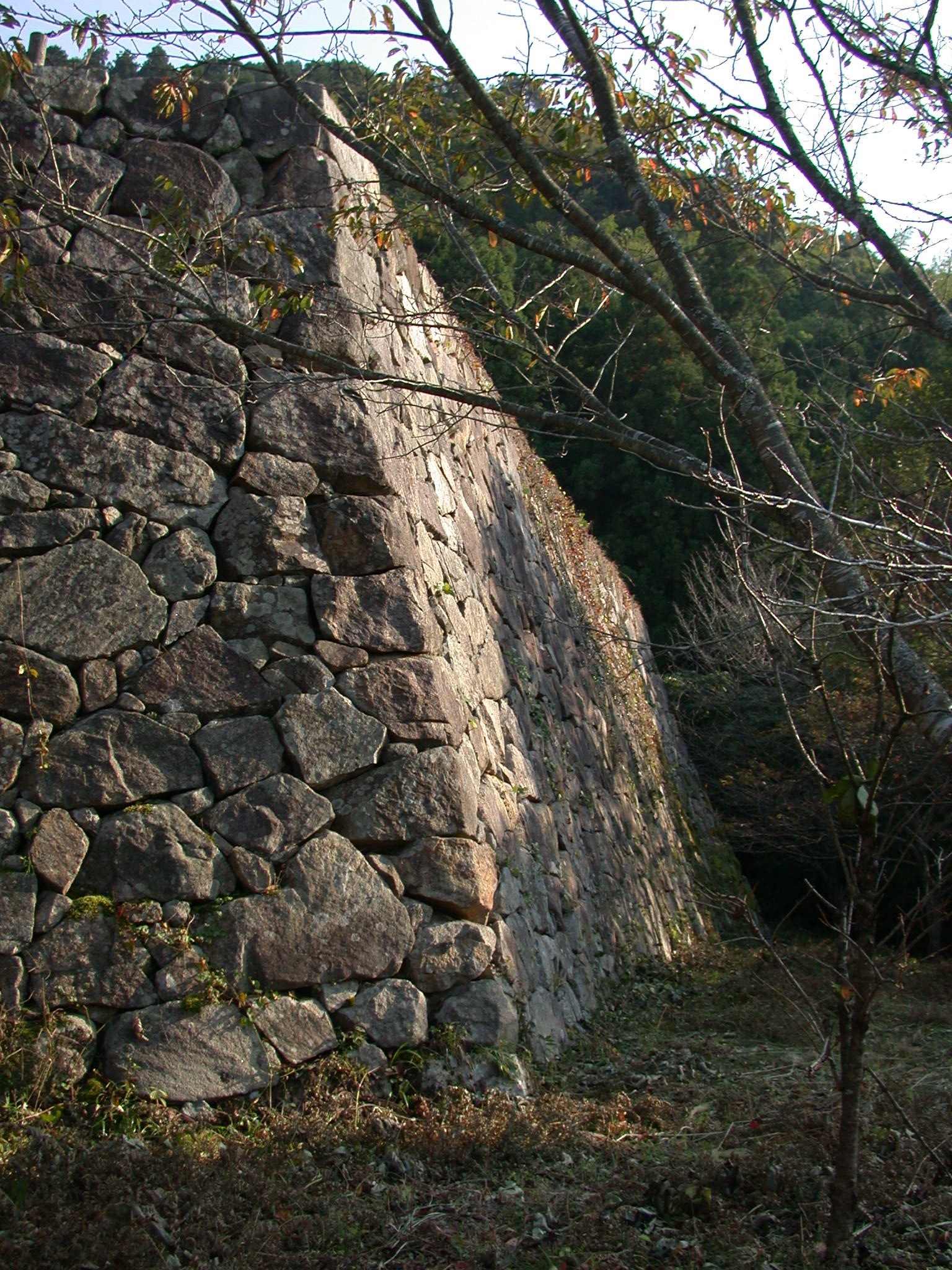
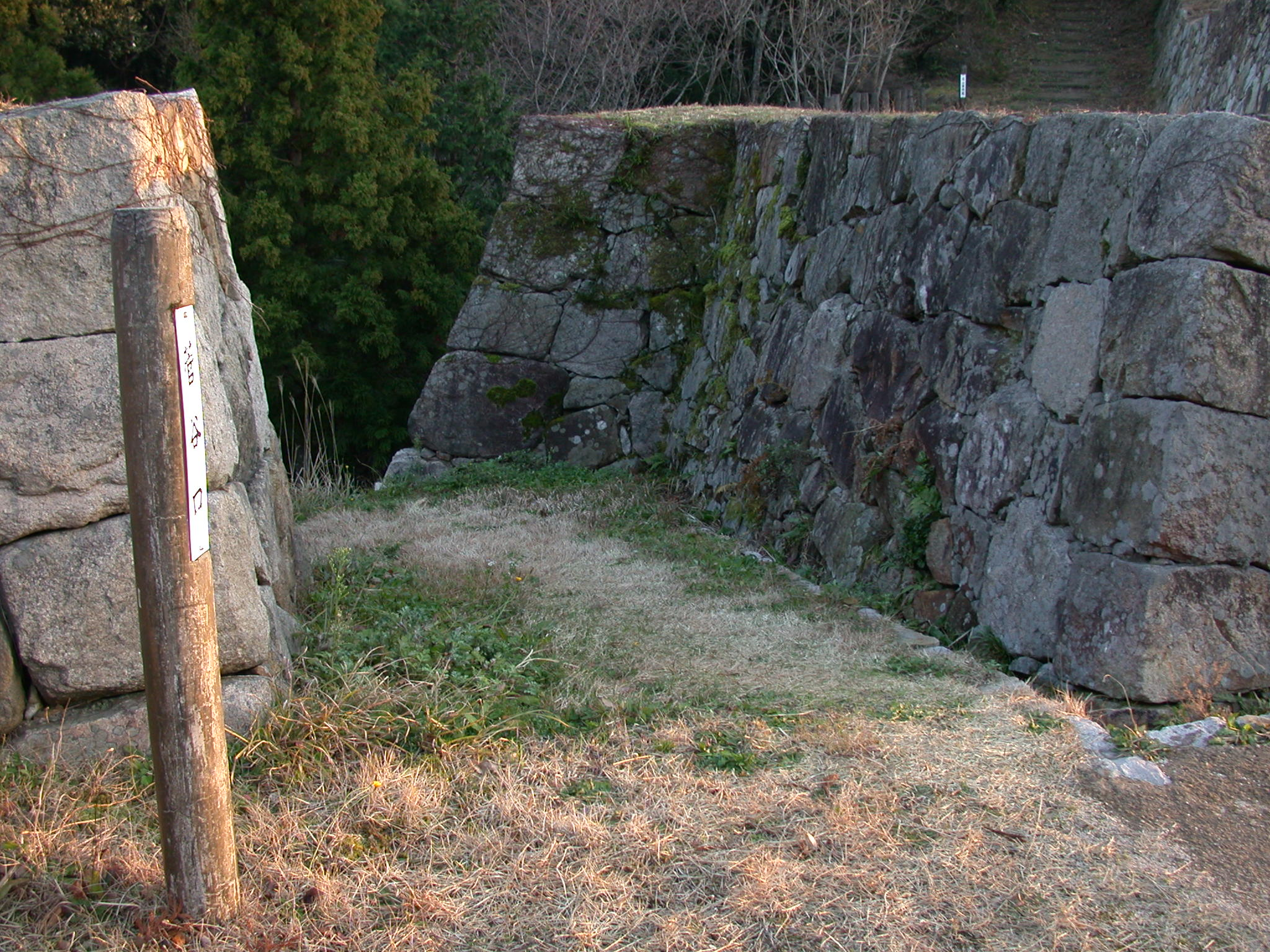
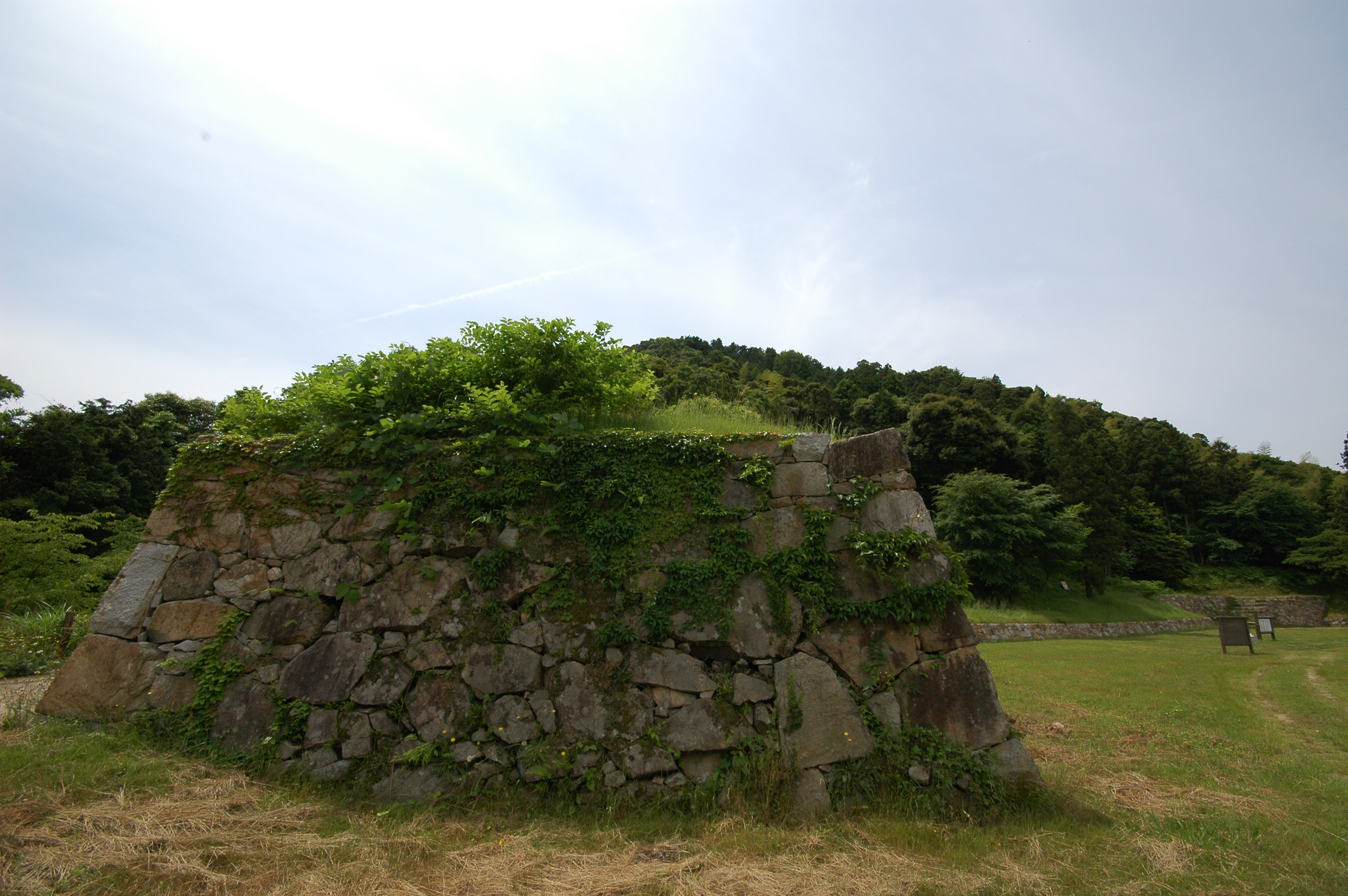